# Emil Rödiger
Emil Rödiger, född den 13 oktober 1801 i Sangerhausen, död den 15 juni 1874 i Berlin, var en tysk orientalist. 
Efter att ha studerat teologi vid universitetet i Halle blev Rödiger 1830 extra ordinarie och 1835 ordinarie professor i österländska språk där. Han kallades 1860 i samma egenskap till Berlins universitet, där han stannade resten av sitt liv. 
Rödiger publicerade en ny utgåva av Lokmans fabler (1830, 2:a upplagan 1839), Chrestomathia syrica cum glossario (1838, 2:a upplagan 1868) och Himjaritische Schriftmonumentie (1841). Efter svärfadern Gesenius död avslutade han dennes Thesaurus Linguae Hebraicae och utgav dennes hebreiska grammatik från 13:e till 21:a upplagan (1874).
Rödiger bidrag även med en mängd uppsatser till tidskrifterna Zeitschrift für Kunde des Morgenlandes och Zeitschrift der deutschen morgenländischen Gesellschaft.